# Jerome Kagan
Jerome Kagan (ur. 25 lutego 1929, zm. 10 maja 2021) – amerykański psycholog, profesor Uniwersytetu Harvarda. . Wyróżnił dwa typy temperamentu u dzieci: temperament zahamowany oraz temperament niezahamowany. Dzieci z temperamentem zahamowanym na nowe zdarzenia reagują nieśmiałością, ostrożnością i milczeniem. Tymczasem dzieci o temperamencie niezahamowanym w nowych warunkach nawiązują kontakt, są rozmowne i spontanicznie okazują emocje. Kagan prowadził również badania nad stylami poznawczymi, wprowadzając do ich opisu wymiar refleksyjności-impulsywności (nazywany również tempem poznawczym).

## Ważniejsze dzieła
- Galen's prophecy: Temperament in human nature
- Psychology's Ghosts: The Crisis in the Profession and the Way Back